# 9. pehotna divizija (ZDA)
Za druge 9. divizije glejte 9. divizija.
9. pehotna divizija (izvirno angleško 9th Infantry Division) je bila pehotna divizija Kopenske vojske ZDA.